# ALBI le Géant
ALBI le Géant est une entreprise dont le siège social est établi dans la ville de Mascouche, au Québec et qui regroupe différents concessionnaires automobile de plusieurs bannières. Le président de l'entreprise est Denis Leclerc.

## Historique
Le concessionnaire qui donnera naissance à l'éventuel regroupement d'ALBI le Géant est fondé en 1978 par un homme d'affaires qui, à la suite d'un voyage en Europe, avait découvert la région d'Albi, en France. À son retour de voyage il s'était promis de renommer un jour son entreprise en l'honneur de cette région.
Le petit concessionnaire qui était alors installé sur le boulevard Sainte-Marie à Mascouche est racheté en 1997 du Groupe Hamel en partie par l'actuel propriétaire, Denis Leclerc, qui en devient le seul propriétaire en 2000,,. En 1997, il est le plus grand vendeur de véhicules au Québec; il atteint des ventes de 931 unités en 1998,. Ce nombre atteint 1579 en 1999, le menant au premier rang canadien.  Entre 2000 et 2003, il atteint le premier rang nord-américain avec des ventes variant entre 2 591 et 4 050 unités,.  L'entreprise est forcée de déménager en 2002 vers de nouvelles installation afin de combler l'augmentation de clientèle. Elle s'installe alors sur la rue Blériot, toujours à Mascouche. En 1999, cet établissement devient le plus important vendeur de véhicules Mazda au Canada. De 2000 à 2003, il est le plus gros vendeur en Amérique du Nord.  En 2004, il est le plus important concessionnaire Mazda pour ses ventes dans le monde, atteignant une vente annuelle de 5 226 véhicules. En 2008, il devient le concessionnaire vendant le plus de véhicules, toutes marques confondues, en Amérique du Nord; la concession compte alors 31 vendeurs et 90 employés d'entretien et réparation.
La concession de Mascouche compte à elle seule 350 employés en 2009. L'entreprise prend de l’expansion cette même année alors que trois autres concessionnaires seront rachetés par l'entreprise et ajoutés au Groupe ALBI.  
C'est à partir de 2014 que la croissance de l'organisation a pris tout son essor en faisant l'acquisition de huit nouvelles concessions. Au début de l'année 2015, ALBI le Géant rassemble 19 concessionnaires distribuant 15 marques de véhicules, avec des ventes annuelles de 18 000 unités. Ce nombre monte à 23 concessionnaires en juin 2015, avec 900 employés et un chiffre d'affaires annuel d'un milliard de dollars canadiens. Le siège social de Mascouche vend à lui seul 10 000 véhicules. Le groupe automobile a annoncé des ventes de 37 985 véhicules vendus en 2015.
En décembre 2016, le magazine Les Affaires le classe comme la deuxième plus importante entreprise de concessionnaires automobiles au Québec par le nombre de sites, avec 21 sites de vente de voitures neuves et 5 sites de vente de voitures d'occasion, derrière le Groupe Gabriel qui compte également 26 adresses mais 24 où des véhicules neufs sont vendus. Le propriétaire a pour objectif de détenir au moins une concession de chaque marque présente au Québec; l'entreprise est représentative de la vague de regroupements des concessions automobiles au Québec dans les années 2000.

## Approche de mise en marché
Pour son approche de la mise en marché, Denis Leclerc est considéré comme un spécialiste du service à la clientèle.  En plus d'un marketing agressif sur différents médias, de l'imprimé au web, la superficie de 154 000 pieds carrés de la concession Mazda de Mascouche permet de loger, en plus des salles de montre et des bureaux administratifs, des services pour attirer des clients tel des restaurants, un coin pour les enfants, une salle de projection et un salon de coiffure.

## Engagements communautaires et corporatifs
Le groupe ALBI le Géant est engagé dans la communauté, principalement dans la ville de Mascouche et dans la région de Lanaudière.
Le Pavillon Desrosiers-Langlois du Centre intégré de santé et de services sociaux (CSSS) du Sud de Lanaudière a été principalement financé par le groupe ALBI le Géant. Le groupe a contribué à hauteur de 1 000 000 $. D'ailleurs, le pavillon a été nommé en mémoire de Mme Aimé-Rose Desrosiers, mère du président d'ALBI le Géant et d'Éric Langlois, ancien employé du groupe, tous deux victimes du cancer.
Le groupe ALBI le Géant participe également au financement du projet Expédition Pinocchios, une aventure cycliste pour les jeunes enfants qui est associé avec la Fondation Rêves d'enfants.
L'organisme à but non lucratif (OSBL) de la fondation du Domaine Seigneurial de Mascouche, reçoit un investissement projeté de 1 000 000 $ étalé sur 10 ans de la part d'un groupe de partenaires investisseurs dont fait partie le groupe Albi le Géant.

## Les divisions du groupe
Outre les concessionnaires automobile, le groupe ALBI le Géant est constitué de quelques divisions :
- ALBI auto crédit : département spécialisé dans les dossiers de crédit de type 2e et 3e chance au crédit ;
- Bye Bye Bail : propose le transfert de bail ;
- Trade Helper : encans de voitures d'occasion ;
- location Multi-Marques : gestion de véhicules de location et de courtoisie.

### Course automobile
Le groupe ALBI le Géant a également participé à 3 éditions de la coupe Nissan Micra. Trois pilotes défendent les couleurs de l'entreprise : Olivier Bédard, Marc-Antoine Demers et Xavier Coupal[source insuffisante]. L'ancien champion du monde de patinage artistique, Elvis Stojko, a également été pilote pour l'équipe ALBI le Géant pour quelques courses.

## Marques automobiles
ALBI le Géant possède en avril 2020 21 concessionnaires automobiles comptant 15 différentes bannières :
| Marques              | Villes concessionnaires             |
| -------------------- | ----------------------------------- |
| Mazda                | Mascouche Laval                     |
| Kia                  | Mascouche St-Eustache               |
| Hyundai              | Mascouche Châteauguay Laval         |
| Nissan               | Mascouche Repentigny Mont-Tremblant |
| Chevrolet            | Laval                               |
| Buick                | Laval                               |
| GMC                  | Laval                               |
| Genesis              | Boutique à Laval                    |
| Volvo                | Ste-Agathe                          |
| Véhicules d'occasion | Mascouche Mont-Tremblant            |